# Avocette des Andes
Recurvirostra andina
Espèce
Statut de conservation UICN

 LC  : Préoccupation mineure
L'Avocette des Andes (Recurvirostra andina) est une espèce d'oiseaux limicoles de la famille des Recurvirostridae.

## Description
Cet oiseau est un petit limicole plutôt trapu. Son plumage est bicolore: ailes, dos et queue brun-noir, le reste du plumage est blanc. Les yeux sont rougeâtres. Le bec noir est typique des avocettes, fin et recourbé vers le haut à l'extrémité. Les pattes sont grises. Cet oiseau mesure 43 à 48 cm.

## Écologie
Cette espèce fréquente les lacs (généralement alcalins) et les cours d'eau peu profonds de hautes montagnes (au-dessus de 3 500 m) en zones arides. Comme son nom l'indique, elle est présente dans les Andes : Nord-ouest de l'Argentine, ouest de la Bolivie, Nord du Chili et sud du Pérou. Elle sonde l'eau ou la boue à la recherche d'insectes aquatiques et de crustacés.